# Scopula marginepunctata
The Mullein Wave (Scopula marginepunctata) là một loài bướm đêm thuộc họ Geometridae. Nó được tìm thấy ở khắp châu Âu.
Sải cánh dài 25–28 mm. Chiều dài cánh trước là 12–15 mm. Con trưởng thành bay làm hai đợt from mid tháng 5 đến tháng 9 .
Ấu trùng ăn yarrow và mugwort.

## Hình ảnh

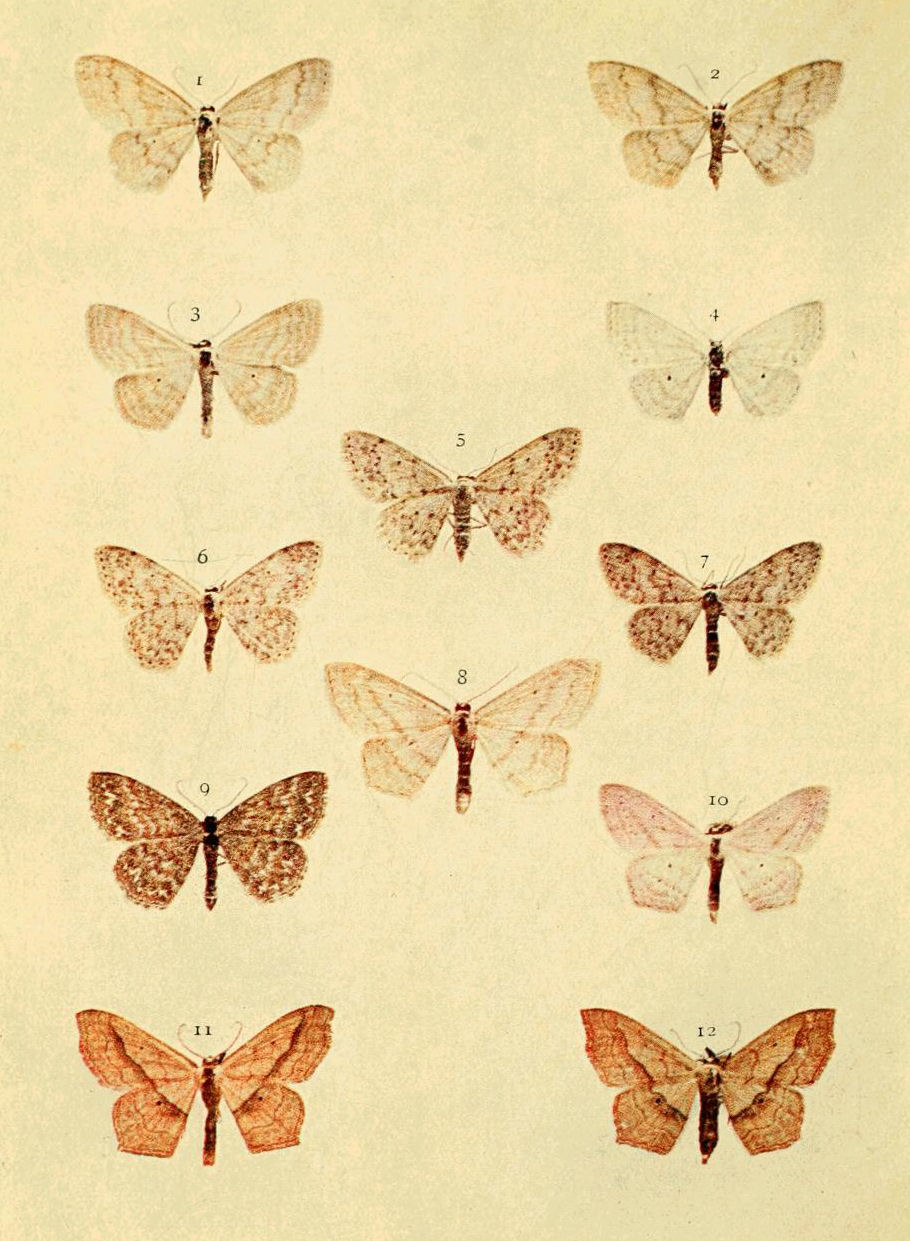
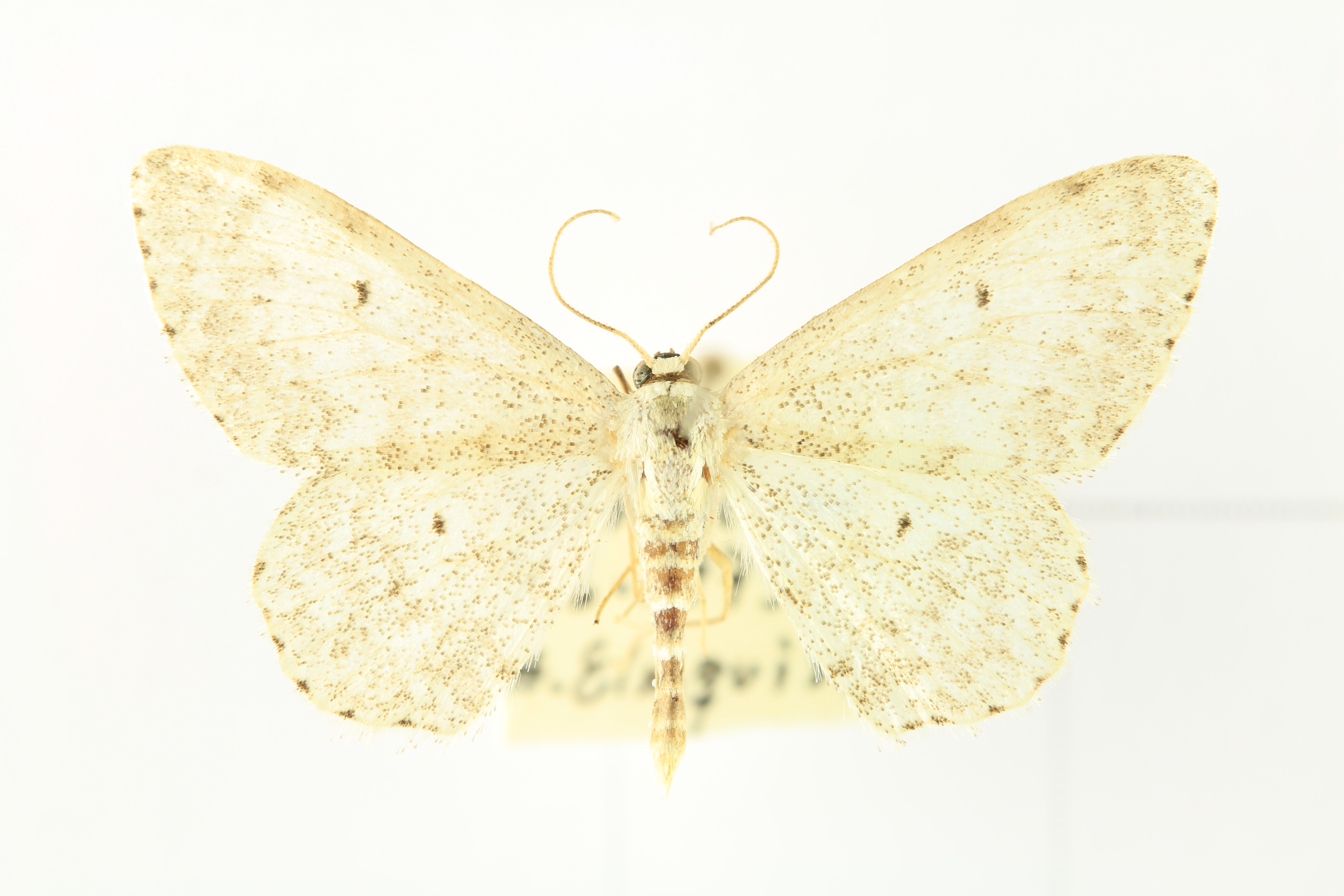